# فرسان خليفة
فرسان محمود عبد الله خليفة (أبو العباس؛ 8 أبريل 1983 – 25 نوفمبر 2023) قائد عسكري فلسطيني رفيع لحركة حماس وكتائب القسام، وُلِدَ في مدينة طولكرم الفلسطينية، يُعد أحد كبار قادة حركة حماس، وأحد أرفع القادة العسكريين بكتائب القسام، وكانت إسرائيل قد اعتقلته في سجونها منذ عام 2003 وحتى أفرجت عنه عام 2011 ضمن صفقة شاليط وأبعدته إلى غزة، وقد اغتالته إسرائيل في قطاع غزة خلال معركة طوفان الأقصى.

## سيرته
وُلِدَ فرسان محمود عبد الله خليفة في مدينة طولكرم بتاريخ 8 أبريل 1983 لأسرة فلسطينية من مخيم نور شمس بالمدينة. أصبح في الانتفاضة الفلسطينية الثانية أحد أبرز نشطاء كتائب القسام في طولكرم، فاعتقلته إسرائيل بتاريخ 7 أبريل 2003 بتهمة تخطيط وتوجيه عمليات هجومية فلسطينية ضدها، ولِتُفرج عنه بتاريخ 18 أكتوبر 2011 ضمن صفقة شاليط وأبعدته إلى غزة.
مُنذ الإفراج عنه عام 2011 وإبعاده إلى قطاع غزة فقد أصبح خليفة أحد أبرز شخصيات مقر "قيادة عمليات الضفة الغربية العسكرية" في كتائب القسام في قطاع غزة إلى جانب كُلٍ من صالح العاروري وماهر عبيد وآخرين، كما كان خليفة مسؤول كتائب القسام الأول في قطاع غزة عن مناطق شمال الضفة الغربية التي تضم مُحافظات طولكرم وجنين ونابلس وطوباس وقلقيلية.
تقول إسرائيل بأنه منذ الإفراج عنه قد وجه بتنفيذ عمليات فلسطينية هجومية عدة ضدها، كما تقول إسرائيل أيضًا بأنه منذ الإفراج عنه عَمِلَ على تعزيز البنية التحتية العسكرية لحركة حماس في الضفة الغربية.
كما يقول الجيش الإسرائيلي بأنه عمل معاونًا ومقربًا جدًا من كبار قادة حركة حماس وكتائب القسام، وأنه عضوٌ بارزٌ لحماس في الضفة الغربية، ورئيسًا للجنة طولكرم في حماس.
خليفة حاصل على درجة البكالوريوس في "التنمية الاجتماعية والأسرية" من جامعة القدس المفتوحة، وفي عام 2021 نال درجة الماجستير من معهد التنمية المستدامة في جامعة القدس بأطروحة بعنوان "تأثير التخطيط الاستراتيجي على التطوير الإداري في القطاع الحكومي الفلسطيني".

## اغتياله
أُعلن عن اغتياله في 25 نوفمبر 2023 خلال معركة طوفان الأقصى، حيث اغتالته إسرائيل في قصفٍ لها على قطاع غزة قبل أيام من إعلان اغتياله، فقد عثَرَ على جثته في 25 نوفمبر 2023 تحت الأنقاض عقب دخول الهدنة حيز التنفيذ بين الجانبين الإسرائيلي والفلسطيني، وكانت جثته بقيت تحت الأنقاض لساعاتٍ طويلةٍ بسبب "كثافة القصف الإسرائيلي"، وعقب إعلان اغتياله فقد افتتحت عائلته بيت عزاء له في طولكرم.
وكانت كتائب القسام وحركة حماس قد نعته وأعلنت عن اغتياله في 25 نوفمبر 2023 بقصفٍ إسرائيلي، وهو ما أكدته إسرائيل التي أعلنت مسؤوليتها عن اغتياله.